# Matthias Politycki
Matthias Politycki né le 20 mai 1955 à Karlsruhe, est un écrivain d'origine allemande. Il publie des romans, des récits, des poèmes, des essais ainsi que des livres audio. Il est considéré comme un globetrotteur parmi les auteurs allemands. Il doit sa notoriété principalement à son roman Weiberroman et sa satire sur les croisières In 180 Tagen um die Welt. Ses livres sont traduits en anglais, en français et en italien. Certains de ses articles, intervenant dans le feuilleton littéraire ou suscitant le débat, attirent également l’attention.

## Biographie
Matthias Politycki grandit à Munich, en Allemagne, et fréquente le lycée Maria-Theresia. Bac en poche en 1974, il part effectuer son service militaire auprès du Bataillon de Chasseurs 541 à Neubourg-sur-le-Danube. À l’issue de la première période militaire cependant, il choisit de devenir objecteur de conscience, ce qui lui est accordé le 21 décembre 1977.
De 1975 à 1987, il étudie la littérature allemande moderne, la philosophie, le théâtre et la communication aux universités de Munich et de Vienne. Il passe avec succès sa maîtrise en 1981, puis son doctorat en philosophie, en 1987, auprès de Walter Müller-Seidel à Munich. Il enseigne trois semestres durant au titre de conseiller académique à l’Institut de philologie allemande à Munich, avant de décider, en 1990, de s’installer comme écrivain freelance. Il continue parallèlement à travailler comme lecteur aux éditions C.H. Beck à Munich jusqu’en 1999. Matthias Politycki est membre du PEN (centre allemand). Il partage sa vie entre Hambourg et Munich.

## Œuvre littéraire
Paru en 1987, le premier roman de Mathias Politycki Aus Fälle / Zerlegung des Regenbogens. Ein Entwickelungsroman est très remarqué par les critiques qui célèbrent sa prose hautement réfléchie s’inscrivant dans la tradition d’Arno Schmidt et de James Joyce. Dès le début des années 1990, cet « avant-gardiste fixé sur la forme » ne cesse de se défendre avec véhémence contre cette caractérisation, affirmant que « la littérature doit être comme le rock » ; il prône une « nouvelle lisibilité » de la littérature allemande et lance ainsi un vaste débat dans la chronique littéraire.
Son roman Weiberroman paru en 1997 devient un bestseller et un « roman culte »[réf. incomplète] ; il est considéré comme un texte central de la littérature postmoderne en Allemagne. Par ce roman, Politycki assoit sa réputation d‘« éminent humoriste » et d’« acrobate de la mémoire ». Ce même roman déclenche parallèlement un vaste débat sur la génération baptisée « Génération 78 »[réf. incomplète] que Politycki distingue strictement de la génération 68 lourde de convictions.
Avec son roman cubain Herr der Hörner paru en 2005, Politycki présente un « roman mammouth dionysiaque exubérant » qui raconte la lutte que mène un Européen éclairé pour survivre dans une culture marquée par des rites archaïques. Auprès du public, il ne retrouve toutefois le succès suscité par son Weiberroman qu’en 2008 avec son roman picaresque In 180 Tagen um die Welt dans lequel il donne la parole à un « Simplicissimus moderne décrivant les rituels des riches et des super-riches ».
Parmi ses modèles littéraires, Matthias Politycki nomme notamment Laurence Sterne, Diderot, Gottfried Benn, Vladimir Nabokov et plus récemment Ernest Hemingway. Politycki est également l’auteur d’une vaste œuvre lyrique qu’il présente régulièrement sur scène : en 1996/97, il interprète sur les planches avec Robert Gernhardt le programme lyrique Wein, Weib und Gesang, en 2004/2005 avec Hellmuth Opitz et Steffen Jacobs le programme Frauen. Naja. Schwierig. De 2000 à 2005, Politycki, toujours intéressé par le débat esthétique et poétique avec ses contemporains, organise les conférences Ohne Titel réunissant des écrivains, des lecteurs et des critiques au Château d’Elmau. En 2011, il est commissaire du Literaturfest München (festival littéraire de Munich).

## Prix et récompenses
Matthias Politycki reçoit entre autres le Civitas-Literaturpreis en 1987 pour son premier roman AusFälle / Zerlegung des Regenbogens. Ein Entwickelungsroman et le Bayerischen Staatsförderpreis für Literatur en 1988. Il bénéficie de nombreuses bourses en Allemagne et à l’étranger, notamment au Danemark, en Autriche et aux États-Unis. En 2006, la compagnie maritime Hapag-Lloyd nomme Matthias Politycki premier écrivain nautique sur son bateau de croisière Europa et lui donne ainsi la possibilité de faire le tour du monde durant six mois en tant que writer-in-non-residence. En 2009, il reçoit l’Ernst-Hoferichter-Preis et est nommé Writer in Residence au Queen Mary College de l’Université de Londres. En 2010, le Preis der LiteraTour Nord lui est décerné. Pour ses romans Herr der Hörner et Samarkand Samarkand, il obtient respectivement en 2004 et en 2012/13 une bourse attribuée par le Deutscher Literaturfonds.

## Ouvrages
Les livres de Matthias Politycki sont traduits en anglais, en français, en italien et en japonais.
- Roman de l'au-delà (Jenseitsnovelle), traduit de l’allemand par Alban Lefranc, Éditions Jacqueline Chambon/Actes Sud 2011.
- Samarcande Samarcande (roman), traduit de l’allemand par Stéphanie Lux, Éditions Jacqueline Chambon/Actes Sud 2015.

### Romans et récits
- Samarkand Samarkand, Hoffmann und Campe, Hamburg 2013
- Freischwimmer. Drei Erzählungen, Svato Verlag, Hamburg 2011. Mit 11 farbigen Linolschnitten von Svato Zapletal.
- Jenseitsnovelle, Hoffmann und Campe, Hamburg 2009
- In 180 Tagen um die Welt. Das Logbuch des Herrn Johann Gottlieb Fichtl, marebuchverlag, Hamburg 2008
- Herr der Hörner. Roman, Hoffmann und Campe, Hamburg 2005
- Das Schweigen am andern Ende des Rüssels, Hoffmann und Campe, Hamburg 2001
- Ein Mann von vierzig Jahren, Luchterhand Literaturverlag, München 2000
- Weiberroman, Luchterhand Literaturverlag, München 1997
- Der böse Einfluß der Bifi-Wurst. Ein End- und ein Nachspiel, Verlag Ulrich Keicher (= Roter Faden 44), Warmbronn 1996
- Taifun über Kyoto, Luchterhand Literaturverlag, Hamburg 1993
- Sonnenbaden in Sibirien. Dreiseitige Geschichten, Verlag Ulrich Keicher (= Roter Faden 30), Warmbronn 1991
- Aus Fälle / Zerlegung des Regenbogens. Ein Entwickelungsroman, Weismann Verlag, München 1987

### Poésie
- Sämtliche Gedichte 2017-1987. Hoffmann und Campe, Hamburg 2018
- ''Dies irre Geglitzer in deinem Blick. 111 Gedichte. Hoffmann und Campe, Hamburg 2015
- ''Ägyptische Plagen. Gebirg und Wüste Sinai. 13 Gedichte. Hoffmann und Campe, Hamburg 2015
- Dieser schwüle Nachmittag damals. Vier Sorten Schmerz. Dreizehn Gedichte mit dreizehn Knipsels ("Schokoküsse") von Felix Droese, limitierter Privatdruck Carl-Walter Kottnik, Hamburg 2015
- London für Helden. The Ale Trail - Expedition ins Bierreich, Hoffmann und Campe, Hamburg 2011
- Die Sekunden danach. 88 Gedichte, Hoffmann und Campe, Hamburg 2009
- Ratschlag zum Verzehr der Seidenraupe. 66 Gedichte, Hoffmann und Campe, Hamburg 2003
- Die zwei Arten, den Caipirinha zu bestellen. Ein Gedicht, Verlag Ulrich Keicher (tirage spécial limité), Warmbronn 2000
- Jenseits von Wurst und Käse. 44 Gedichte, Luchterhand Literaturverlag, Hamburg 1995
- Die Wahrheit über Kaffeetrinker. Ein Gedicht, Verlag Ulrich Keicher (tirage spécial limité), Warmbronn 1993
- Im Schatten der Schrift hier. 22 Gedichte, Weismann Verlag, München 1988

### Essais
- Schrecklich schön und weit und wild. Warum wir reisen und was wir dabei denken. Hoffmann und Campe, Hamburg 2017
- Reduktion & Tempo. Als Erzähler unterwegs im 21. Jahrhundert. Wallstein Verlag, Göttingen 2017
- 42,195. Warum wir Marathon laufen und was wir dabei denken. Hoffmann und Campe, Hamburg 2015
- Vom Verschwinden der Dinge in der Zukunft. Bestimmte Artikel 2006-1998. Essays, Hoffmann und Campe, Hamburg 2007
- Marietta - die Idee, der Datensatz und der Strohhut. Schreiben und Schreiben-Lassen im Internet, Franz Steiner Verlag (= Akademie der Wissenschaften und der Literatur Mainz, Abhandlung Nr.1/2000 der Klasse der Literatur), Stuttgart 2000
- Die Farbe der Vokale. Von der Literatur, den 78ern und dem Gequake satter Frösche, Luchterhand Literaturverlag, München 1998